# Bactrocera halfordiae
Bactrocera halfordiae
 es una especie de díptero que Tryon describió por primera vez en 1927. Bactrocera halfordiae pertenece al género Bactrocera de la familia Tephritidae.